# Klaus-Heiner Lehne

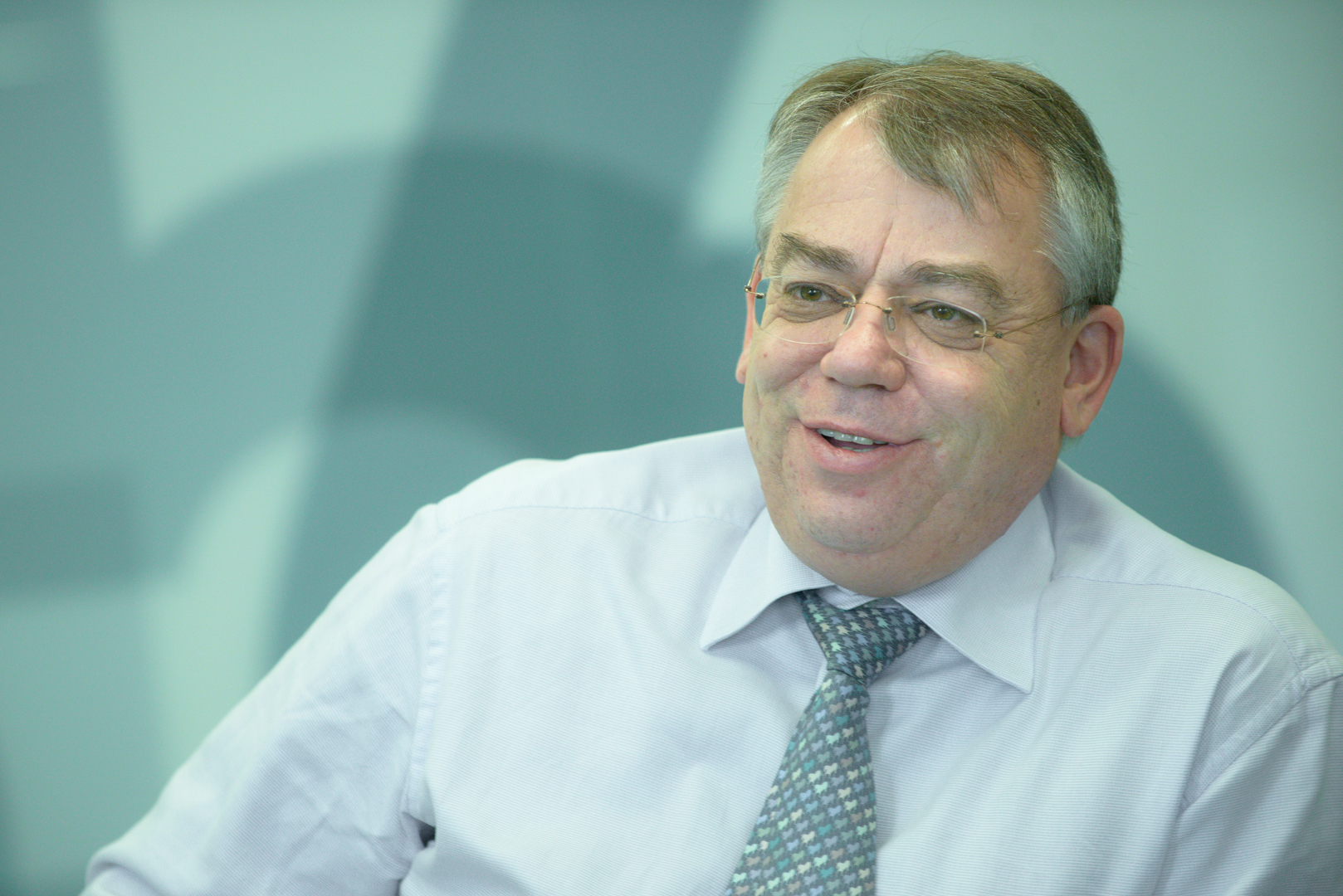
Klaus-Heiner Lehne, Europäischer Rechnungshof 2014

Klaus-Heiner Lehne (* 28. Oktober 1957 in Düsseldorf) ist ein deutscher Politiker (CDU). Er ist seit März 2014 Mitglied des Europäischen Rechnungshofs und war von September 2016 bis Oktober 2022 dessen Präsident. Zuvor war er von 1994 bis 2014 Mitglied des Europäischen Parlaments, wo er von 2004 bis 2014 Mitglied des Vorstands der Fraktion der Europäischen Volkspartei und von 2009 bis 2014 Vorsitzender im Rechtsausschuss war.

## Ausbildung, Beruf, Familie
Lehne absolvierte nach dem Abitur von 1976 bis 1983 ein Studium der Rechtswissenschaften an den Universitäten in Düsseldorf, Freiburg im Breisgau, Köln und Bonn. Er legte 1983 das Erste, 1986 das Zweite juristische Staatsexamen ab. Danach arbeitete er bis 2014 als Rechtsanwalt in Düsseldorf, ab 2003 war er bei der internationalen Wirtschaftskanzlei Taylor Wessing tätig.
Sein Bruder Olaf Lehne ist seit 2005 Abgeordneter des Landtags von Nordrhein-Westfalen.

## Abgeordneter

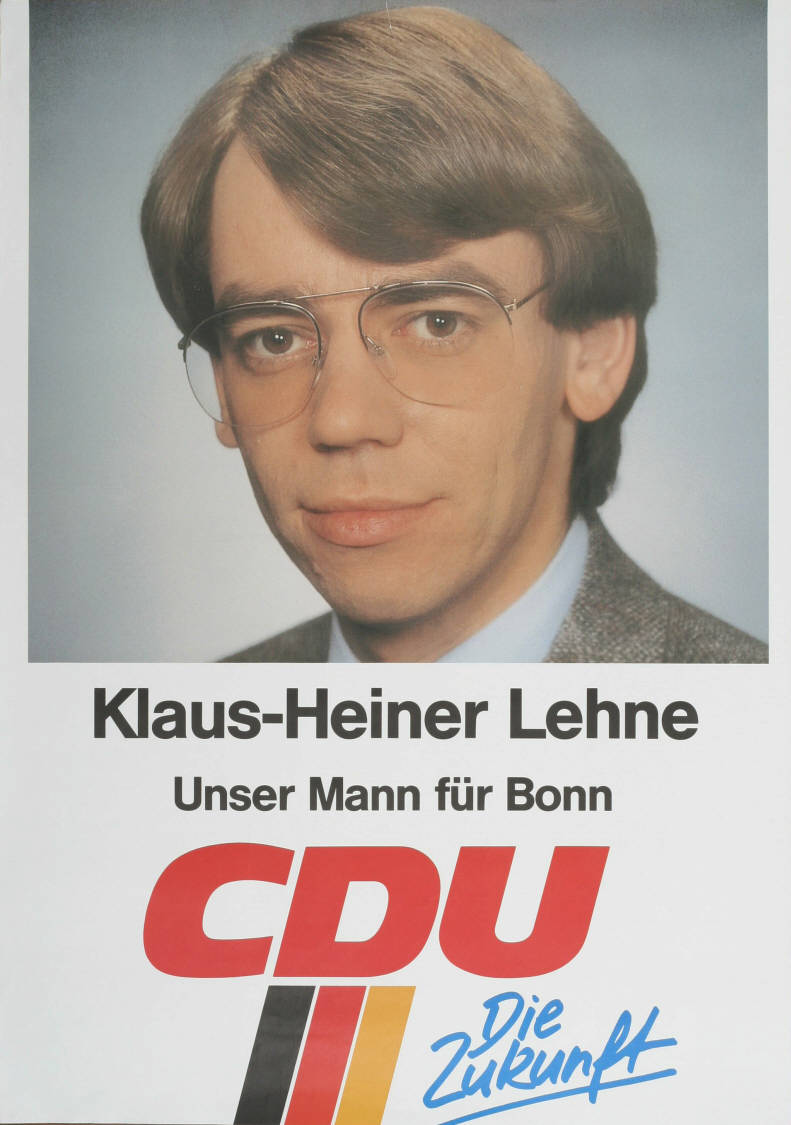
Kandidatenplakat zur Bundestagswahl 1987

Von 1984 bis 1992 war er Ratsmitglied in Düsseldorf. Für den verstorbenen Abgeordneten Hubert Doppmeier rückte er 1992 in den Deutschen Bundestag nach, dem er bis 1994 angehörte. Er war als ordentliches Mitglied im Ausschuss für Verkehr und im Rechtsausschuss tätig.
Anschließend wurde er bei der Europawahl 1994 Mitglied des Europäischen Parlaments, sein Mandat wurde bei den Wahlen 1999, 2004 und 2009 verlängert. Er saß in der christdemokratischen EVP-Fraktion, von 2004 bis 2014 war er Mitglied des Fraktionsvorstands. Von 1994 bis 1997 gehörte Lehne dem Ausschuss für Grundfreiheiten und innere Angelegenheiten an, anschließend bis 1999 den Ausschüssen für Geschäftsordnung, Wahlprüfung und Fragen der Immunität sowie für Recht und Bürgerrechte. Zudem war er von 1994 bis 2002 stellvertretender Vorsitzender der Delegation für die Beziehungen zu Russland bzw. der Delegation im Parlamentarischen Ausschuss für die Zusammenarbeit EU-Russland. In der Legislaturperiode 1999–2004 war Lehne Mitglied im Ausschuss für Recht und Binnenmarkt. Ab 2004 gehörte Lehne dem Rechtsausschuss an, ab 2009 war er dessen Vorsitzender. Zudem hatte er von 2009 bis 2014 den Vorsitz in der Konferenz der Ausschussvorsitze. Wegen seiner Ernennung zum Mitglied des Europäischen Rechnungshofs schied Lehne Ende Februar 2014 aus dem Parlament aus.

## Politisches Wirken im Europäischen Parlament

### Gesellschaftsrecht
Lehne war Berichterstatter des Europäischen Parlaments für folgende EU-Gesetzgebungsverfahren im Gesellschaftsrecht:
- Übernahmerichtlinie[2]
- Verschmelzungsrichtlinie[3]
- Bilanzrichtlinien[4]
- Aktionärsrechterichtlinie[5]
- Statut der Europäischen Privatgesellschaft[6]
- Übereinkommen über ein einheitliches Patentgericht.[7]

### Vertragsrecht
Als Berichterstatter zum Europäischen Vertragsrecht unterstützte Lehne die akademischen Vorarbeiten an dem sog. Gemeinsamen Referenzrahmen. Das Europäische Parlament forderte in einer Entschließung von Dezember 2007, dass der akademische Entwurf eines gemeinsamen Referenzrahmens die Grundlage für weitere Schritte hin zu einem Europäischen Vertragsrecht bildet. Langfristig forderte das Europäische Parlament ein sogenanntes optionales Instrument: Bei grenzüberschreitenden Geschäften können die Vertragsparteien alternativ auf die Regeln des Europäischen Vertragsrechts zurückgreifen. Das Europäische Parlament wollte somit nicht nationale Kodifikationen wie etwa das deutsche Bürgerliche Gesetzbuch (BGB) ersetzen. Diese Position spiegelt sich in der ersten Lesung des Europäischen Parlaments zu der Verordnung zu einem Europäischen Kaufrecht wider.

### Sammelklagen
Lehne war auch Berichterstatter zu sogenannten Sammelklagen. In seinem Bericht forderte er, dass Opfer von Kartellen Anspruch auf Schadensersatz haben müssen. Allerdings dürfe es in Europa keine Sammelklagen nach US-Muster geben.

### Software
Lehne wurde in der Vergangenheit kritisiert wegen seines Einsatzes gegen Software-Patente. Entgegen seiner tatsächlichen Position in der Debatte um die Richtlinie zur Patentierbarkeit computerimplementierter Erfindungen wurde ihm vorgeworfen, für die Patentierung von Software zu sein. Lehnes Position gegen die Patentierbarkeit von Software wurde sowohl in seinen öffentlichen Auftritten als auch in seiner Unterstützung des Berichts des damaligen Ausschusses für Recht und Binnenmarkt deutlich.

### Mitgliedschaften
Lehne war Mitglied der Europa-Union Parlamentariergruppe Europäisches Parlament.

## Interessenkonflikte
Lehnes früherer Zivilberuf als Rechtsanwalt war wiederholt Thema von Vorwürfen bezüglich mutmaßlicher Interessenskonflikte. Keiner der Vorwürfe konnte allerdings belegt werden.

## Partei
Klaus-Heiner Lehne war von 2003 bis Januar 2014 Vorsitzender des CDU-Kreisverbandes Düsseldorf. Seine Nachfolge trat Thomas Jarzombek an, nachdem Klaus-Heiner Lehne als deutsches Mitglied für den Europäischen Rechnungshof nominiert worden war.

## Europäischer Rechnungshof
Seit März 2014 ist Klaus-Heiner Lehne am Europäischen Rechnungshof tätig. Hier war er Mitglied der Kammer III, die für die externen Politikbereiche zuständig ist. Klaus-Heiner Lehne war Berichterstatter unter anderem zu den Sonderberichten Förderung erneuerbarer Energien in Ostafrika, AKP-Investitionsfazilität. und EU-Förderung zur Bekämpfung von Folter und Abschaffung der Todesstrafe
Am 13. September 2016 wurde er zum Präsidenten des Rechnungshofes gewählt. Am 12. September 2019 wurde er als Präsident des Rechnungshofes für drei Jahre wiedergewählt. Dieses Amt hatte er bis Oktober 2022 inne.

## Vorwurf des Betruges
Lehne soll nach Recherche der Zeitung Libération für eine „fiktive“ Wohnung in Luxemburg 325.000 Euro zu viel an Zuschüssen kassiert haben.
Auf Bitte des Rechnungshofs organisierte der zuständige Haushaltskontrollausschuss des Europaparlaments daraufhin eine Anhörung zu diesen Vorwürfen. In deren Verlauf sagte Lehne, der Presseartikel beruhe auf „unbewiesenen und falschen Behauptungen und einer Fehlinterpretation der geltenden Regeln“.
Lehne erklärte sich ferner bereit, im Namen seiner Institution zu allen Fragen der Parlamentarier bezüglich der Vorwürfe der französischen Zeitung Rede und Antwort zu stehen.

## Ehrungen
- Bundesverdienstkreuz (Bundesrepublik Deutschland)
- Offizier des Verdienstordens der Republik Polen (Polnische Republik)
- Ehrenzeichen der deutschen Anwaltschaft (2005)
- Ehrenvorsitzender der CDU Düsseldorf
- Doctor Honoris Causa der Wirtschaftsakademie Bukarest (2019)
- Großoffizier des Sterns von Rumänien (2022)[28]